# Флорчик, Анета
Анета Флорчик (пол. Aneta Florczyk, псевдоним Atena; род. 1982) — польская спортсменка, одна из сильнейших женщин в мире.

## Биография и карьера
Родилась 26 февраля 1982 года в польском городе Мальборк.
Свою спортивную карьеру начала в возрасте 16 лет как пауэрлифтер. Несколько раз выигрывала чемпионат Польши, а в 2000 году стала чемпионкой Европы. Анета Флорчик стала первой польской спортсменкой, преодолевшей барьер в 500 кг в пауэрлифтинге (507,5 кг).
После того, как она была отстранена от участия в национальной сборной (впоследствии отстранение от участия было в суде признано необоснованным и отменено), она начала заниматься тяжелой атлетикой, став польской чемпионкой среди юниоров и вице-чемпионкой среди взрослых.
В 2003 году в Замбии завоевала звание самой сильной женщины мира, а в 2004 году в Ирландии стала самой сильной женщиной Европы.
Стала сильнейшей женщиной мира в 2003 (World’s Strongest Woman), а также в 2005, 2006 и 2008 годах (World Strongwoman Championships), выиграв больше соревнований, чем любая другая женщина в истории, согласно Книге рекордов Гиннеса.

## Вне спорта
Анета Флорчик была участницей польской версии шоу «Танцы на льду» («Звёзды танцуют на льду» и «Звёзды танцуют на льду»). Её первым партнером был Марцин Кравчик, вторым — Мацей Левандовский, с которым она заняла третье место.
Широкую популярность спортсменка получила после появления в Интернете видеоклипов, в которых Анета скручивала руками в трубочку тефлоновую сковороду. Видео вызвало большой интерес у прессы. В феврале 2008 года она была приглашена на испанское шоу, где были представлены необычные попытки побить рекорды Гиннесса — Анета установила рекорд, скрутив четыре сковороды за одну минуту. В ноябре 2008 года в китайском шоу она улучшила своё достижение, скрутив пять сковородок.